# 牛津大學足球會
牛津大學足球會（英語：Oxford University Association Football Club）是一支代表牛津大學的英格蘭足球會，該俱樂部以牛津大學足協的名義隸屬於英格蘭足球總會，並在足球總會理事會中擁有與郡足球總會相當的代表權。
牛津大學是最早的英格蘭足總盃冠軍之一，於1874年擊敗皇家工程師奪得冠軍。目前該俱樂部參加英國大學和學院體育聯賽（BUCS Football League），這是英國大學和學院體育（BUCS）的聯賽系統。2020年該俱樂部與牛津大學女子足球俱樂部（OUWAFC）合併成為一個單一實體。

## 歷史
成立於1871年11月9日，牛津大學足球會在19世紀70年代是一支強隊，於1874年足總盃決賽中以2比0擊敗皇家工程師奪冠，並在1873年、1877年及1880年的足總盃決賽中獲得亞軍，而1880年也是該俱樂部最後一次參加這項比賽。
該俱樂部於1921年離開與牛津大學橄欖球俱樂部共用的伊夫利路橄欖球場，搬遷至附近的伊夫利路體育場（Iffley Road Stadium）。

## 榮譽
- 英格蘭足總盃冠軍：1874年

## 外部連結
- 官方网站